# Disparctia varicolor
Disparctia varicolor là một loài bướm đêm thuộc phân họ Arctiinae, họ Erebidae.